# Oskar Kuhlgatz
Oskar August Albert Kuhlgatz (* 1. Juli 1894 in Einbeck; † 21. April 1948 ebenda) war Oberförster und  Abgeordneter des Provinziallandtages der preußischen Provinz Hessen-Nassau.

## Leben
Oskar Kuhlgatz wurde als Sohn des Gutsbesitzers Albert Friedrich Kuhlgatz und dessen Gemahlin Luise Elisabeth Hauenschild geboren. Nach seiner Schulausbildung erlernte er den Beruf des Försters. 1924 zog er von Kassel nach Niederaula, wo er Oberförster wurde. Zuvor war er in Hannoversch-Münden eingesetzt. Kuhlgatz trat zum 1. Oktober 1932 in die NSDAP ein (Mitgliedsnummer 1.336.003) und wurde 1933 als Nachfolger des Georg Keller deren Abgeordneter im Kurhessischen Kommunallandtag des Regierungsbezirks Kassel. Dieser erteilte ihm aus seiner Mitte ein Mandat für den Provinziallandtag der Provinz Hessen-Nassau.